# Poszpelihai járás
A Poszpelihai járás (oroszul: Поспелихинский район) Oroszország egyik járása az Altaji határterületen. Székhelye Poszpeliha.

A Poszpelihai járás az Altaji határterületen

## Népesség
- 1989-ben 28 560 lakosa volt.
- 2002-ben 28 065 lakosa volt, melyből 25 779 orosz, 1 368 német, 314 ukrán, 107 örmény, 76 fehérorosz, 67 azeri, 61 tatár, 46 koreai  stb.
- 2010-ben 24 788 lakosa volt.